# Табакович, Йоргованка
Йоргованка Табакович (род. 20 марта 1960, Вучитрн, Югославия) — сербский государственный деятель, управляющий Центрального банка Сербии с 2012 года.

## Биография
Йоргованка Табакович родилась 21 марта 1960 года в Вучитрне, в Югославии. В 1977 году окончила среднюю школу. В том же году она поступила на экономический факультет Приштинского университета, в 1981 году окончила вуз. С 1981 по 1989 год была профессором экономических дисциплин Средней экономической школы Приштины. В течение следующих двух лет работала финансовым директором торгового дома Grmija.
С начала 1992 и до 1999 года была заместителем директора в Приштинском банке. В 1999 году получила степень магистра в Приштинском университете. С марта 2005 года по декабрь 2008 года она была директором Департамента логистики, а затем работала экспертом по экономическим вопросам. С 2006 по 2007 год — преподавала менеджмент в Нови-Саде. В мае 2011 года защитила докторскую диссертацию.
6 раз избиралась депутатом Народной Скупщины — три раза как кандидат от Сербской радикальной партии с
1993 по 2000 год, и три раза как кандидат от Сербской прогрессивной партии — с 2008 по 2012 год. Была председателем Комитета по финансам народной Скупщины. С марта 1998 по октябрь 2000 года была министром Приватизации и Экономической реконструкции Сербии.
6 августа 2012 года была назначена управляющим Народного банка Сербии, центрального банка страны, через четыре дня после досрочной отставки прежнего главы банка Деяна Шошкича. Из 166 депутатов Скупщины за кандидатуру Табакович голоса отдал 131 депутат, 34 депутата проголосовали против, и 1 депутат не голосовал.